# Roma (zeiță)

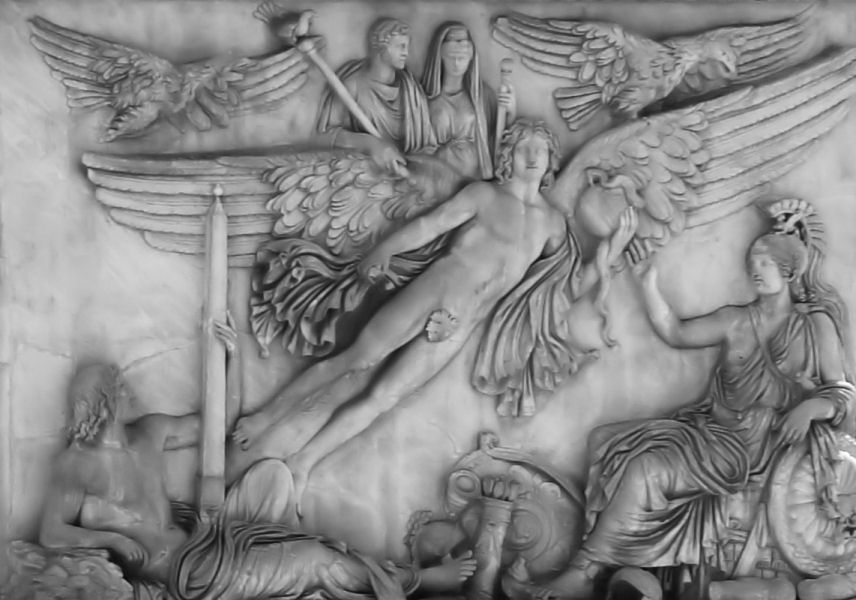
Zeiţa Roma (aşezată, în dreapta) asistă la apoteoza lui Antoninus Pius și a Faustinei. Relief de la baza coloanei lui Antoninus Pius, Vatican.

Roma este o divinitate feminină care personifică orașul Roma și puterea romană. În câteva cazuri, nu este ușor să știi dacă este vorba despre divinitate sau de o simplă personificare de caracter alegoric.

## Cultul

### Perioada republicană

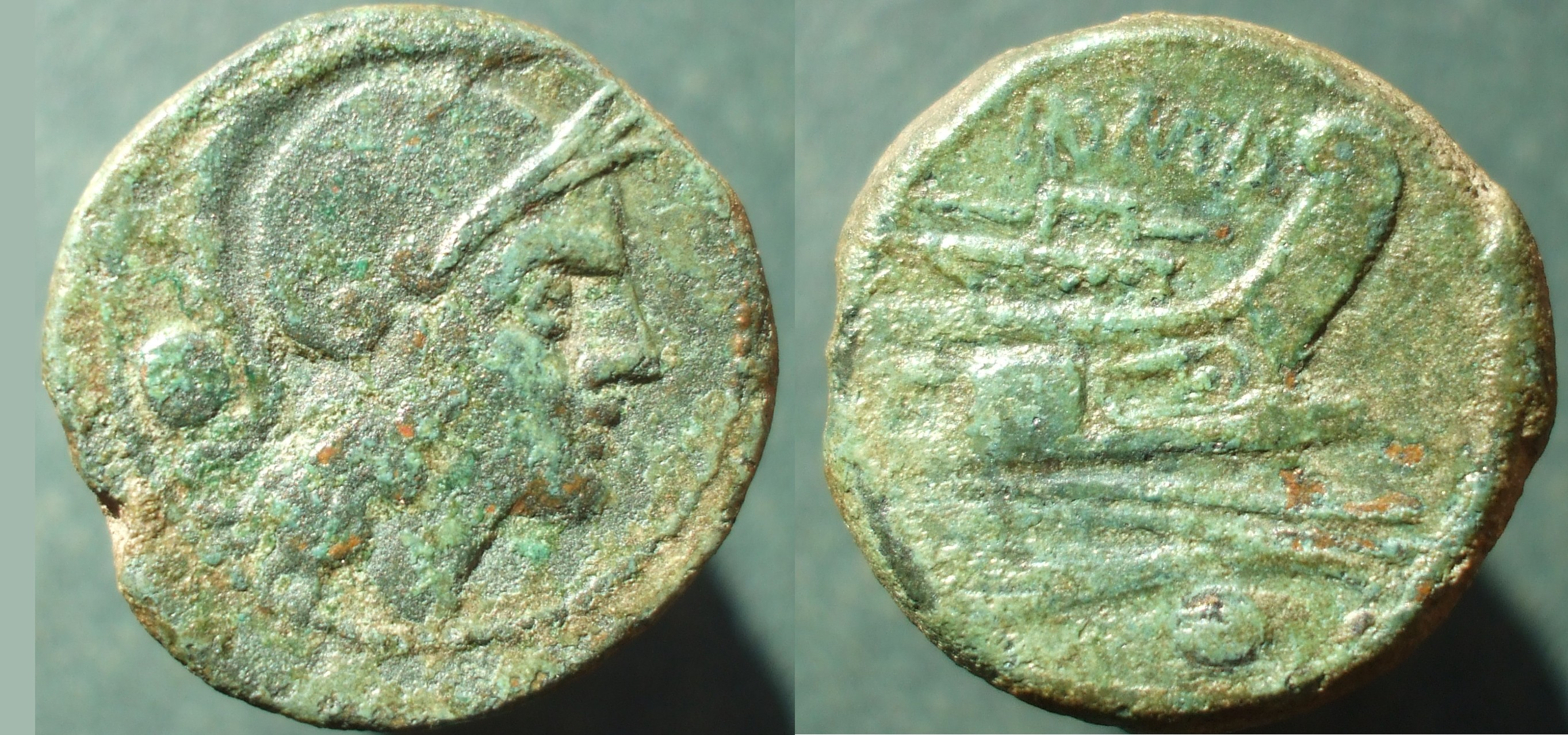
Uncie de bronz bătută între 215 î.Hr. și 212 î.Hr.; avers: zeița Roma și o globulă; revers: proră, ROMA și globulă.

Roma apare din Secolul al III-lea î.Hr. pe monede. Ea nu poate fi în acest moment decât personificată și încă nu divinizată.
Primul templu dedicat Romei a fost edificat la Smyrna prin 195 î.Hr. Potrivit lui Titus Livius, la Alabanda, în Caria, nu doar i s-a consacrat un templu zeiței, dar au fost fondate jocuri anuale în onoarea sa.
Ea este reprezentată, cu legenda Thea Roma, pe monedele mai multor cetăți grecești.

### Perioada imperială
În epoca imperială, cultul zeiței Roma este reprezentat mai cu seamă în provincii, și mai întâi în Orient, unde s-a înscris mai ușor în tradiția monarhiilor elenistice; participă la exaltarea puterii Romei și la fidelizarea populațiilor locale. Este un element al cultului imperial. Augustus a autorizat construirea de temple sau de altare consacrate zeiței Roma, în asociere cu Iulius Caesar sau cu el însuși.
Totuși Hadrian a dispus construirea chiar la Roma, pe amplasamentul  Velia, între Forumul Roman și Colosseum, templul lui Venus și al zeiței Roma; este vorba de un templu dublu, constituit din două cellae unul lipit de spatele celuilalt, dintre care unul este consacrat zeiței Venus, mama lui Eneas, iar celălalt zeiței Roma, asociind astfel mitul originilor cetății cu acela al puterii sale actuale.
Monede datând din anii 134 până în 138, perioada spre care se poate situa dedicația templului, dau celor două divinități epitetele: Venus Felix și Roma Aeterna.

## Reprezentare

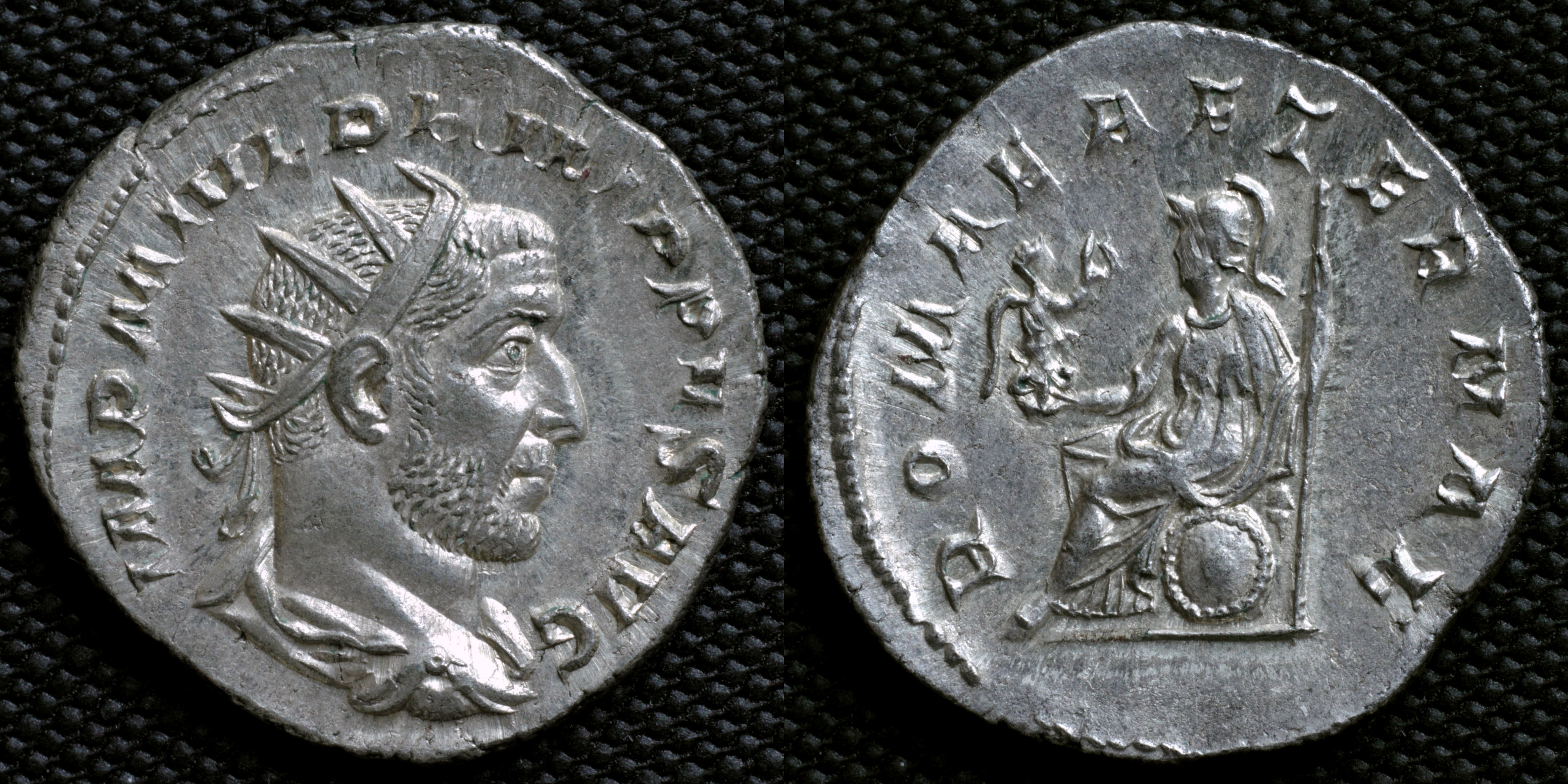
Antoninianus emis sub Filip Arabul: avers: cap radiat spre dreapta, drapat și împlătoșat, circular: IMP M IVL PHILIPPVS AVG; revers: Roma șezând, spre stânga, susține Victoria și sceptru; text circular: ROMAE AETERNAE; atelierul din Roma, 247

Roma este în general reprezentată ca o divinitate războinică, cu cască, adesea înarmată cu o lance. Este în picioare sau așezată. Această reprezentare, încă din epoca republicană, imită tipul grecesc al zeiței Atena, sau uneori cel al amazoanelor.

## Roma aeterna

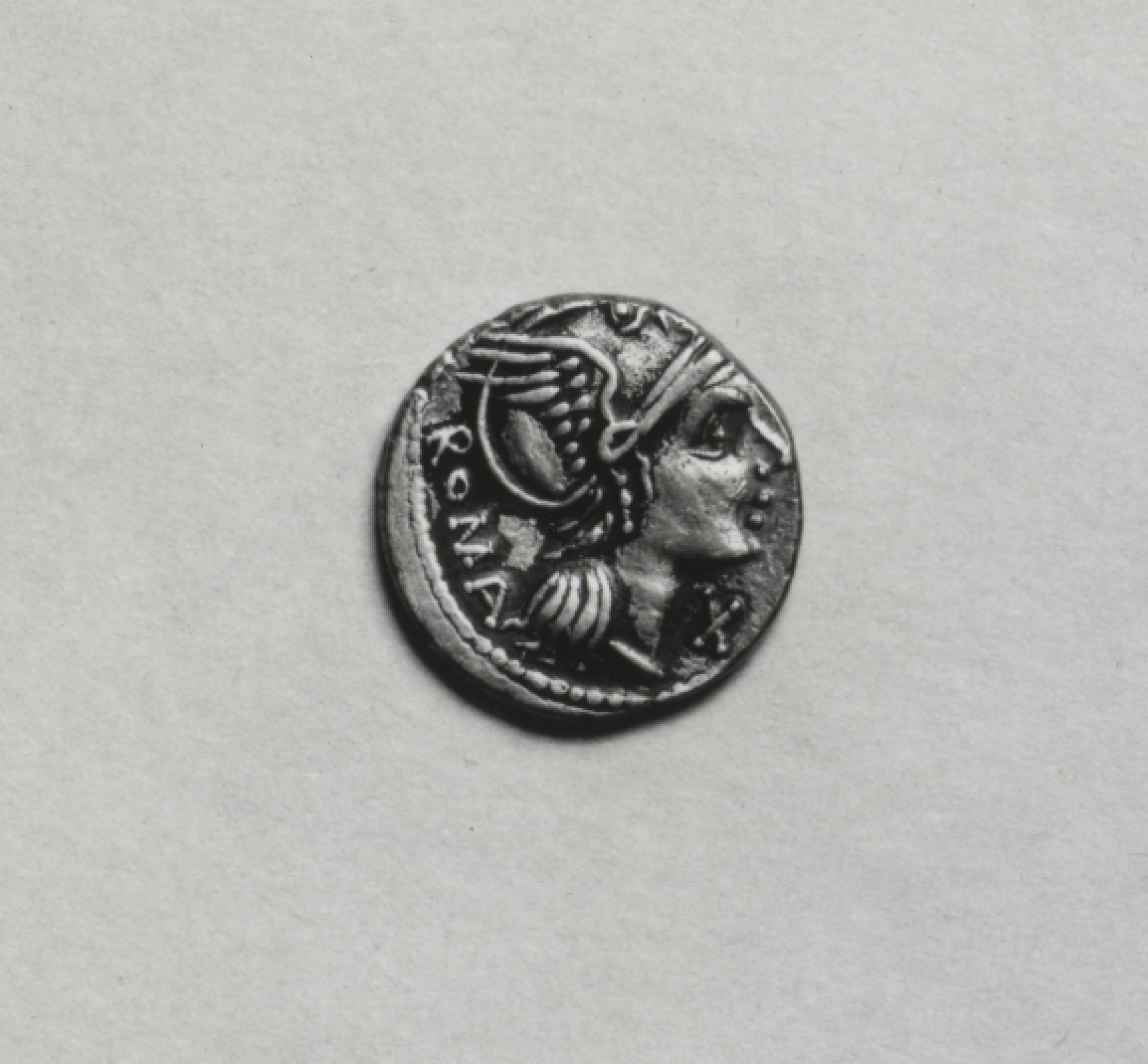
Zeiţa Roma pe un denar, 93-92 î.Hr. (Muzeul de Artă Walters, Baltimore, Maryland, Statele Unite ale Americii)

## Cele patru vârste ale Romei
Opus viziunii Romei ca un „oraș etern”.exista un mod de a o prezenta ca pe o femeie care mergea de la tinerețe spre bătrânețe și a cărei existență avea un termen.  Această concepție se găsește  la Florus, dar aplicată la masculin poporului roman (populus Romanus). Aceste patru vârste (quattuor gradus) sunt copilăria (infantia), adolescența (adulescentia), tinerețea și maturitatea (juventus et maturitas), în sfârșit bătrânețea (senectus) și corespund, în mare, perioadei regale, primei părți a din perioada republicană (cucerirea Italiei), celei de-a doua părți a perioadei republicane (cucerirea lumii) și perioadei imperiale.
Lactanțiu a reluat aceeași concepție mergând până la Seneca; el o aplică Romei înseși, dar nu face același decupaj cronologic ca și Florus. Această comparație a dezvoltării unui corp social cu acela al unui individ nu este originală: îl găsim la Polybius, urmat de Cicero și de alții.

Însă în epoca lui Lactanțiu și a sfârșitului Imperiului, sentimentul de bătrânețe a Romei este foarte prezent: Symmachus a introdus, în scrisoarea faimoasă pe care a adresat-o lui Valentinian al II-lea pentru a-i cere restabilirea  altarului Victoriei în sala întrunirii Senatului, o prozopopee a Romei, care vorbește despre ea însăși ca despre o femeie foarte bătrână. 
„Pentru Lactanțiu…, sibilinist și milenarist, cele patru vârste pe care le-a trăit Roma sunt dovada de sfârșit iminent, voită de Dumnezeu și prezisă, încă din timpurile cele mai vechi, de vizionari și de sibile.”
 Când Stilicon a cerut arderea cărților sibiline prin 405 d.Hr., este posibil ca el să fi vrut să facă să dispară, în momentul în care Roma se apropia de sfârșitul celui de-al XII-lea secol al său, profețiile neliniștitoare care, poate, lăsau să se înțeleagă că ea va atinge termenul celei de-a douăsprezecea și ultimă lună a Marelui său An.